# 藤田晋
藤田 晋（ふじた すすむ、1973年5月16日 - ）は、日本の実業家、馬主。株式会社サイバーエージェント代表取締役社長、株式会社AbemaTV代表取締役社長、株式会社ゼルビア代表取締役社長兼CEO、一般社団法人Mリーグ機構代表理事・チェアマン、一般社団法人新経済連盟副代表理事。
フォーブス誌によると2021年日本長者番付 RANKING TOP 50にて第33位にランクイン。資産額は1,944億円。

## 来歴
福井県鯖江市に生まれ、高校卒業まで鯖江で過ごす。福井県立武生高等学校を卒業した後、上京、青山学院大学経営学部へ進学する。在学中は麻雀にのめりこみ、一時期はプロ入りも考える程だった。留年の後卒業後、人材派遣会社インテリジェンス（現・パーソルキャリア）での勤務を経て、1998年に起業。株式会社サイバーエージェントを設立し、同社の代表取締役に就任。2000年、26歳当時、同社の東証マザーズ上場を当時史上最年少で果たした。
2006年にはJリーグ・東京ヴェルディ1969を運営する日本テレビフットボールクラブの副社長に就任。しかし成績低迷などを理由として2年後に東京Vの運営から撤退した。
2007年、世界経済フォーラム主催のヤング・グローバル・リーダーに選出される。同団体には、楽天の三木谷浩史、Google共同創立者の
セルゲイ・ブリン、ラリー・ペイジ、オンライン百科事典「Wikipedia」の創始者であるジミー・ウェールズ、テスラモーターズCEOのイーロン・マスクなどが選出されている。
2010年、The Japan Timesが発表する「次世代を担う100人のCEO アジア2010」に選出される。
2013年、秋元康、幻冬舎の見城徹、エイベックスの松浦勝人らと女性向け雑誌「DRESS(ドレス)」を発売するために株式会社giftを設立（3億4200万円の赤字を出して2015年に売却）した。
2014年、日経ビジネス「社長が選ぶベスト社長」に選出される。
2015年、アメリカ・フォーブス誌発表の「Japan's 50 Richest People」において、43位にランクインする。
2016年4月、カイシャの評判 「経営手腕が優れている社長」ランキング(IT・WEB業界編)で第2位にランクインする。第1位はソフトバンクグループの孫正義であった。
2018年10月、サイバーエージェントがJリーグ・FC町田ゼルビアを運営する株式会社ゼルビアの株の8割を約11億円で買収し経営権を取得、藤田は町田のオーナーに就任した。2022年12月にはゼルビアの代表取締役社長・最高経営責任者(CEO)に就任している。
2021年、日本長者番付 RANKING TOP 50にて第33位にランクイン。資産額は1,944億円。
一般社団法人新経済連盟副代表理事。

## 私生活
もともと金銭への執着はあまり無いほうで、自社株公開後にそれなりの個人資産を得てからますます金銭欲が薄れたという。
父親は大手企業（カネボウ）勤務のサラリーマンであった。その父のようになるのが嫌であったという。若年の頃にはミュージシャンを真剣に目指した時期もあったものの、高校3年頃、自身の音楽的才能に疑問を抱くに至り断念。実業の道を志し始めたのもちょうど同時期のことであったという。当時、口から出任せで「将来レコード会社を作ってみんなをデビューさせてやる」と仲間に対して吹聴していた。それが起業を意識したきっかけであったのかもしれない、と語っている。
2000年代に「ヒルズ族」として語られていたものの、実際には、2009年の再婚後に入居するまで六本木ヒルズとはまったく無関係であった。
交友関係は広く、ライブドア元代表取締役社長CEOの堀江貴文を始め、ピーチ・ジョン創業者の野口美佳、株式会社麻生の代表取締役社長である麻生巌、幻冬舎代表取締役社長の見城徹、テレビ朝日の早河洋、島田紳助、飯島愛、Gackt、市川海老蔵など、各界に渡る。ピーチ・ジョンの野口とは古くからの付き合いで2006年に6000人を集めた企業家セミナーを共催し、酒席で意気投合したテレ朝の早河とは、2016年3月1日にAbemaTVを発足させている。

### 趣味

#### 音楽
ヒップホップを好み、「Rhymester」のファンである。

#### 麻雀
小学生時代に友達の親から麻雀を教わって以降、大学時代に至るまで麻雀に親しんでいた。大学入学後すぐに桜井章一率いる雀鬼会に通い、厚木のフリー雀荘で働くまで1年半にわたって通い続けていた。月に2～300半荘打ちこみ、一時はプロを目指したほどの腕前で、「ビジネスで大事なことの非常に多くのことを麻雀を通じて学んだ」とも話している。将棋棋士の鈴木大介とは当時雀鬼会でよく卓を囲んでいた仲間だが、当時は鈴木が将棋棋士だとは知らなかった。
2014年12月には麻雀最強戦に優勝し、最強位となった。
2016年「RTD inc.」のプロデュースのもと、AbemaTVにおいて「藤田晋invitational RTDリーグ」を開催。主催者として、予選BLACK DIVISION・WHITE DIVISION両リーグに唯一出場。麻雀プロ団体の垣根を越えて招集した14名のトッププロとの年間138試合という長期リーグにおいて、第一回の準優勝を飾った。優勝した多井隆晴は「藤田さんは、局面を俯瞰で捉えることができる数少ないプレイヤー。自分の視点、相手の視点、客観的な視点という麻雀で大事な視点を3つ全て持ってる」と話している。
麻雀最強戦での優勝を機に麻雀の勉強をし直し、2016年は趣味の釣りとゴルフを一切やらなくなり、自身の別荘ではプロ雀士とともに合宿を行うなど、その実力は「あの頃（最強戦）に比べたら圧倒的に強い。地力がついた」と述懐している。一方でAbemaTVの麻雀チャンネルに頻繁に出演しているため、一部の人間から「この社長、全然仕事してないな」と思われているという。
2017年、2回目となるRTDリーグにおいて去年に引き続き予選両リーグに出場するも、ともに6位で予選敗退。2018年は、自身の仕事のスケジュールの問題とコンディションの調整の兼ね合いもあって、出場を断念した。
2018年7月、競技麻雀のプロリーグ『Mリーグ』を運営する一般社団法人Mリーグ機構を設立し、初代代表理事（チェアマン）に就任。またサイバーエージェントを母体に同リーグに参戦する「渋谷ABEMAS」の監督も務めることになった。

#### その他
釣りが趣味で、小型船舶操縦士免許を所有。
東京ヤクルトスワローズのファン。2010年12月に日刊スポーツが「サイバーエージェントがヤクルトを買収」と報じた 際には「初耳です（笑）」と驚いた様子をTwitterで明らかにした。
『神の雫』を読んだことがきっかけで、ワインにハマっている。
2014年10月に氏の経営者ブログにて掲載された『私が退職希望者に「激怒」した理由』という記事が炎上し、パワハラではないかと言われた事がある。

### 婚姻歴
2004年1月に女優の奥菜恵と結婚するが、翌2005年の7月に離婚。2009年に自身の元秘書の女性と再婚している。

### 財界活動
2012年6月から一般社団法人新経済連盟理事。
2016年現在、一般社団法人新経済連盟副代表理事。

## 書籍

### 著書
- 「ジャパニーズ・ドリーム―26歳上場企業社長のe革名宣言!」（2000年3月24日、ダイヤモンド社）ISBN 978-4478320952
  - 【改題】「ジャパニーズ・ドリーム―史上最年少の上場企業社長」（2005年4月11日、アメーバブックス）ISBN 978-4902843064
- 「渋谷ではたらく社長の告白」（2005年4月11日、アメーバブックス）ISBN 978-4902843057
  - 「渋谷ではたらく社長の告白」文庫版（2007年8月1日、幻冬舎）ISBN 978-4344409996 ※2007年 幻冬舎文庫
- 「藤田晋 渋谷ではたらく社長の成功ノート」（2005年10月21日、PHP研究所）ISBN 978-4569645285
- 「起業ってこうなんだ!どっとこむ」（米倉誠一郎との共著）（2006年1月25日、NTT出版）ISBN 978-4757121683
- 「藤田晋の仕事学 自己成長を促す77の新セオリー」（2009年4月24日、日経BP社）ISBN 978-4822222963
- 「サイバーエージェント流 成長するしかけ」（著者:曽山哲人、監修:藤田晋）（2010年2月25日、日本実業出版社）ISBN 978-4534046796
- 「憂鬱でなければ、仕事じゃない」（見城徹との共著）（2011年6月14日、講談社）ISBN 978-4062170024
- 「藤田晋の成長論」（2011年11月18日、日経BP社）ISBN 978-4822230609
- 「人は自分が期待するほど、自分を見ていてはくれないが、がっかりするほど見ていなくはない」（見城徹との共著）（2012年4月12日、講談社）ISBN 978-4062176415
  - 【改題・再編】「絶望しきって死ぬために、今を熱狂して生きろ」（2013年6月21日、講談社）ISBN 978-4062815222
- 「起業家」（2013年4月12日、幻冬舎）ISBN 978-4344023635
- 「運を支配する」（桜井章一との共著）（2015年3月20日、幻冬舎）ISBN 978-4344983748
- 「会社を辞めても辞めなくてもどこでも稼げる仕事術」（坂野尚子、楠本修二郎、村尾佳子、和泉昭子、山本由樹、中村貞裕、安藤美冬らとの共著）（2015年11月30日、SBクリエイティブ）ISBN 978-4797384543
- 「仕事が麻雀で麻雀が仕事 (近代麻雀戦術シリーズ) 」（2018年8月8日、竹書房）ISBN 978-4801915534
- 「小休止のすすめ 運を呼び込む「人生の休み方」の極意」（ヒロミとの共著）（2019年1月15日、SBクリエイティブ）ISBN 978-4797399707
- 「心を鍛える」（堀江貴文との共著）（2022年2月17日、KADOKAWA）ISBN 978-4046053930

### 著書（デジタル書籍）
- 「藤田晋のかけこみ人生相談」（2016年8月26日、幻冬舎）

他。

## 出演

### 映画
- 麻雀最強戦 the movie（2022年11月18日公開、マグネタイズ）監督:原澤遊風 - ナビゲーター[34]

### テレビ番組
- 日経スペシャル カンブリア宮殿 異端者たちのビジネスルール(2)（2011年8月25日、テレビ東京）[35]
- 日清食品 Presents 麻雀オールスターBS10チャンピオンシップ - （BS10、2025年7月9日 - ）

## 馬主活動
かねてより競馬に入れ込んでおり、2008年には第53回有馬記念において、ダイワスカーレットとアドマイヤモナークの馬連(294.9倍)を5万円購入して的中させ、1474万5000円という払い戻しを得た。好きな馬はトウカイテイオーとマイネルラヴ。

藤田の勝負服

子会社のCygamesが開発・運営するゲーム「ウマ娘 プリティーダービー」のヒットもあり、「競馬界に還元したい」として馬主活動を開始した。それまで、起業時の恩師であるUSEN・宇野康秀社長（当時）から「馬とフェラーリだけ買わなければ自由にしていい」と馬主になることは禁じられていた。しかし、2020年に宇野から「もう馬を買ってもいいよ」と許可が出たことに加えて、同年に雑誌で対談した武豊からも馬主になることを勧められて馬主になることを決めた。2021年2月、その武豊との食事の席に同席した森秀行調教師が馬主申請書を持参しており、3月には森の薦めによりアメリカのトレーニングセールで2歳馬を4頭購入している。1960年代から80年代にかけてハッピープログレスなどを所有した馬主の藤田晋とは同姓同名の別人である。
2021年5月21日に行われた千葉サラブレッドセールでディープインパクト産駒の牡馬「プレミアステップスの2019」を4億7010万円（税抜）で落札した。この金額は同セールの歴代最高額であり、他の国内セールを含めても歴代5位となる金額であった。また、同年7月13日、7月14日にかけて行われたセレクトセールにて、ハーツクライ産駒やキズナ産駒をはじめとした計18頭を、総額23億6700万円で購買したことも大きく話題となった。
2021年7月、JRAの馬主登録が認可される。勝負服の柄は「海老、袖白二本輪」。大好きなワイン色にちなんでおり、有資格初年度にデビューさせた所有馬5頭の馬名はJRAの競走馬情報には「人名」や「地名」と登録されているが、実際はすべてワインの銘が由来となっていると自身のInstagramで投稿している。
馬名については「実況に呼ばれた際の音感」「名馬になったらかっこいいか」「個人的な趣味」「読みやすさ、覚えやすさ」をもとにして命名している。初年度は前述の通りワイン、2年目以降はヒップホップ由来の命名が多い。
2021年8月14日、自身の所有馬でアメリカで購入したうちの1頭であるデュガ が小倉9R・フェニックス賞(OP)でデビュー(結果は3着) し、馬主としてのキャリアをスタートさせた。
2021年9月4日、札幌5Rでドーブネ（前述の「プレミアステップスの2019」）が1着となり、馬主として初勝利を挙げた。
2022年2月2日、姫路10R・鉢伏山特別でラヤスが勝利し、藤田が初年度に所有した5頭すべてが勝ち上がった。
2022年4月9日、所有馬であるジャングロが中山競馬場で行われた11R・ニュージーランドトロフィーで勝利し、馬主として初の重賞勝利を遂げた。
2023年11月3日、JBC2歳優駿で所有馬であるフォーエバーヤングが勝利し地方重賞初制覇。
2023年12月13日、所有馬であるフォーエバーヤングがG1級競走である全日本2歳優駿を勝利し、G1級重賞初制覇を遂げた。
2024年2月24日、フォーエバーヤングがサウジダービーを勝利し、海外重賞初制覇。
2025年2月22日、フォーエバーヤングがサウジカップを勝利し、海外G1初制覇。

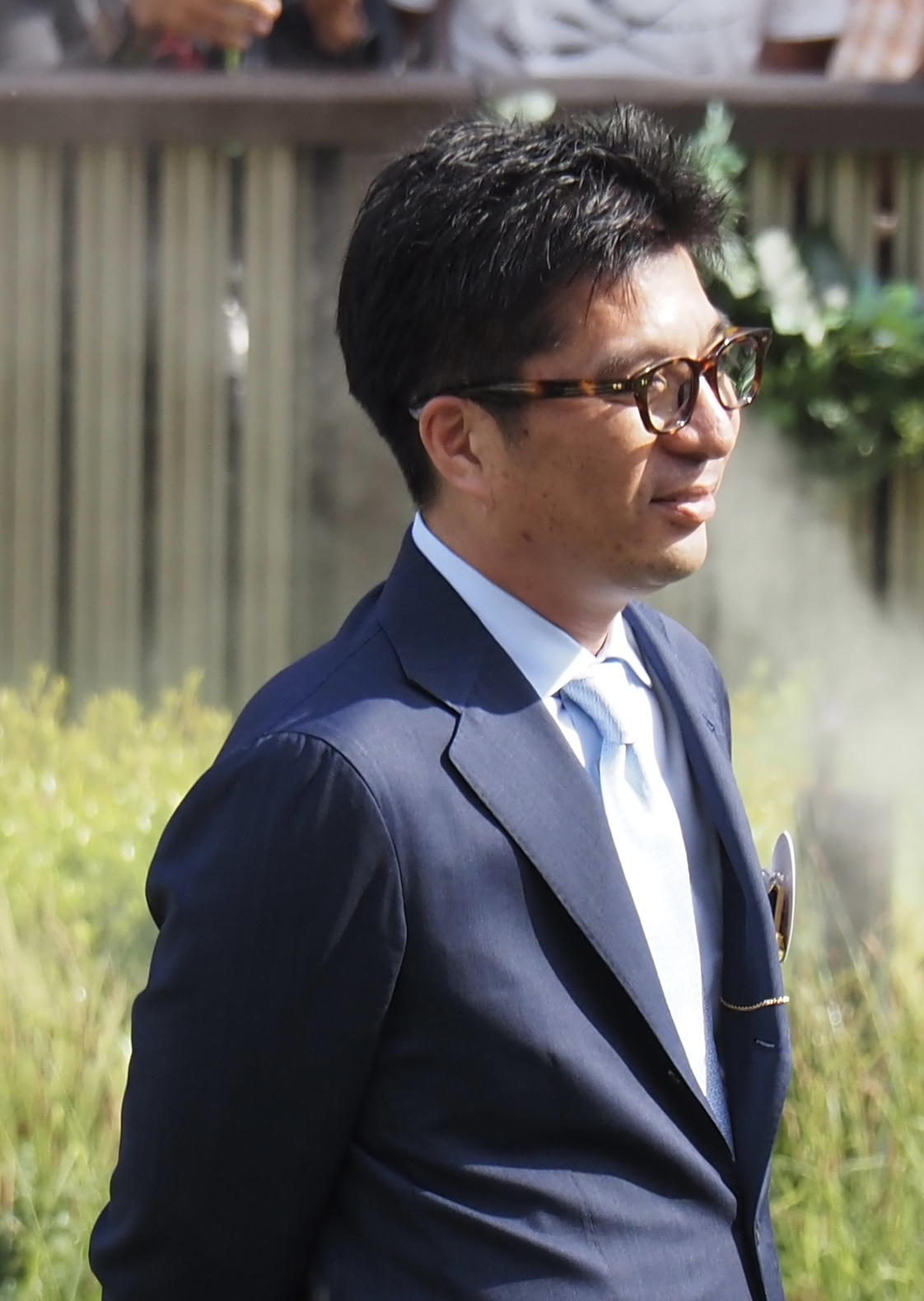
第91回東京優駿（日本ダービー）パドックにおける藤田

### 主な所有馬

#### GI級競走優勝馬
太字はGI・JpnI競走
- フォーエバーヤング[53]（2023年JBC2歳優駿、全日本2歳優駿、2024年サウジダービー、UAEダービー、ジャパンダートクラシック、東京大賞典、2025年サウジカップ）

#### 重賞競走優勝馬
- ジャングロ[54]（2022年ニュージーランドトロフィー）
- シンエンペラー[55]（2023年京都2歳ステークス、2025年ネオムターフカップ）
- エリキング（2024年京都2歳ステークス）

#### その他の所有馬
- ドーブネ[56]（2021年ききょうステークス、2023年ポートアイランドステークス、キャピタルステークス）
- ボンドガール[57]（2024年秋華賞2着など）